# Dave Bing
David "Dave" Bing (Washington D. C., 24 de noviembre de 1943) es un político y exjugador de baloncesto estadounidense de los años 1970 que disputó un total de 12 temporadas en la NBA, la mayor parte en los Detroit Pistons. Con 1,91 metros de altura, jugaba en la posisión de base.
En 2009, se convirtió en el 74.º alcalde de la ciudad de Detroit.

## Trayectoria deportiva

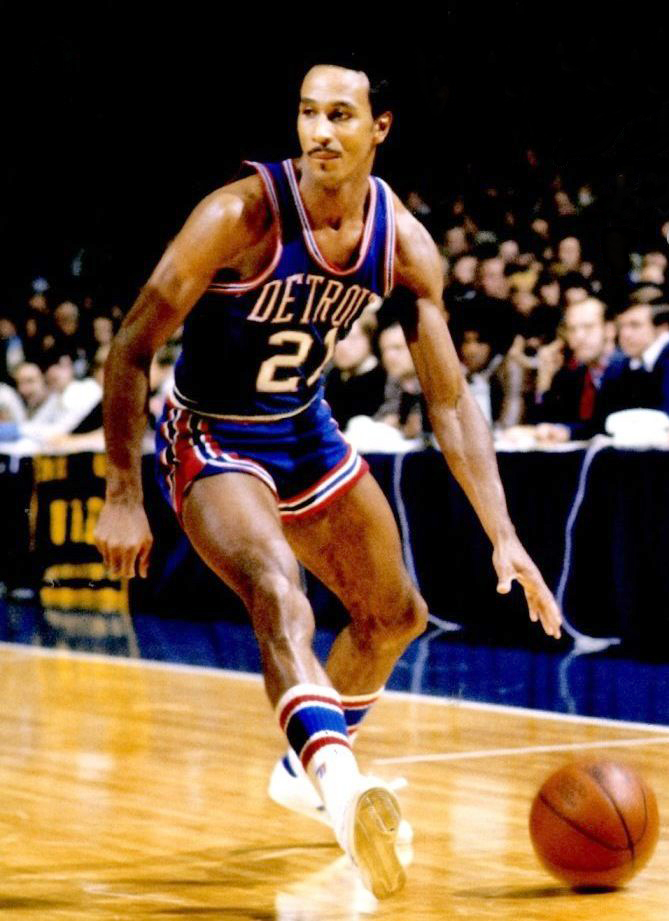
Bing jugando para los Pistons en 1975.

### Universidad
Sus años universitarios transcurrieron en Syracuse, y en las tres temporadas fue el máximo anotador. Promedió 24,8 puntos y 10,3 rebotes. En su último año fue elegido en el mejor quinteto nacional, y fue nombrado Atleta del Año de su universidad, que retiró su camiseta con el número 22 como homenaje.

### NBA
Fue elegido en segunda posición de la primera ronda del draft de la NBA en 1966 por los Detroit Pistons. En su primera temporada promedió 20,0 puntos por partido, lo que le llevó a conseguir el premio de Rookie (novato) del año. Jugó en Detroit durante 9 temporadas, para después ser traspasado a los Washington Bullets. Terminaría su carrera profesional jugando un año en los Boston Celtics.
Fue uno de los grandes jugadores de la NBA que, sin embargo, nunca consiguió llevar a su equipo a las finales del campeonato, honor que comparte con gente como Bob Lanier, Pete Maravich, Connie Hawkins, Dan Issel, y Bernard King.

## Estadísticas de su carrera en la NBA
|  | Líder de la liga |

### Temporada regular
| Año      | Equipo     | PJ  | MPP  | %TC  | %TL   | RPP | APP | ROB | TPP | PPP  |
| -------- | ---------- | --- | ---- | ---- | ----- | --- | --- | --- | --- | ---- |
| 1966–67  | Detroit    | 80  | 34.5 | .436 | .738  | 4.5 | 4.1 | –   | –   | 20.0 |
| 1967–68  | Detroit    | 79  | 40.6 | .441 | .707  | 4.7 | 6.4 | –   | –   | 27.1 |
| 1968–69  | Detroit    | 77  | 39.5 | .425 | .713  | 5.0 | 7.1 | –   | –   | 23.4 |
| 1969–70  | Detroit    | 70  | 33.3 | .444 | .783  | 4.3 | 6.0 | –   | –   | 22.9 |
| 1970–71  | Detroit    | 82  | 37.4 | .467 | .797  | 4.4 | 5.0 | –   | –   | 27.0 |
| 1971–72  | Detroit    | 45  | 43.0 | .414 | .785  | 4.1 | 7.0 | –   | –   | 22.6 |
| 1972–73  | Detroit    | 82  | 41.0 | .448 | .814  | 3.6 | 7.8 | –   | –   | 22.4 |
| 1973–74  | Detroit    | 81  | 38.6 | .436 | .813  | 3.5 | 6.9 | 1.3 | 0.2 | 18.8 |
| 1974–75  | Detroit    | 79  | 40.8 | .434 | .809  | 3.6 | 7.7 | 1.5 | 0.3 | 19.0 |
| 1975–76  | Washington | 82  | 35.9 | .447 | .787  | 2.9 | 6.0 | 1.4 | 0.3 | 16.2 |
| 1976–77  | Washington | 64  | 23.7 | .454 | .773  | 2.2 | 4.3 | 1.0 | 0.1 | 10.6 |
| 1977–78  | Boston     | 80  | 28.2 | .449 | .824  | 2.7 | 3.8 | 1.0 | 0.2 | 13.6 |
| Total    | Total      | 901 | 36.4 | .441 | .775  | 3.8 | 6.0 | 1.3 | 0.2 | 20.3 |
| All-Star | All-Star   | 7   | 17.9 | .372 | 1.000 | 2.3 | 2.3 | 0.0 | 0.0 | 5.9  |

### Playoffs
| Año   | Equipo     | PJ | MPP  | %TC  | %TL   | RPP | APP | ROB | TPP | PPP  |
| ----- | ---------- | -- | ---- | ---- | ----- | --- | --- | --- | --- | ---- |
| 1968  | Detroit    | 6  | 42.3 | .410 | .733  | 4.0 | 4.8 | –   | –   | 28.2 |
| 1974  | Detroit    | 7  | 44.6 | .420 | .733  | 3.7 | 6.0 | 0.4 | 0.1 | 18.9 |
| 1975  | Detroit    | 3  | 44.7 | .426 | .615  | 3.7 | 9.7 | 1.7 | 0.0 | 16.0 |
| 1976  | Washington | 7  | 29.9 | .447 | .800  | 2.6 | 4.0 | 1.0 | 0.3 | 13.7 |
| 1977  | Washington | 8  | 6.9  | .438 | 1.000 | 0.8 | 0.6 | 0.0 | 0.1 | 4.0  |
| Total | Total      | 31 | 31.1 | .423 | .748  | 2.7 | 4.3 | 0.6 | 0.2 | 15.4 |

## Logros personales
- Participó en 7 All-Star Game, siendo MVP en 1976.
- Máximo anotador de la NBA en 1968, con 27,1 puntos por partido.
- Miembro del Basketball Hall of Fame desde 1990.
- Elegido como uno de los 50 mejores jugadores de la historia de la NBA en 1996.
- Elegido en el Equipo del 75 aniversario de la NBA en 2021.